# 杨志卿
杨志卿（英語：Chih Ching Yang；1919年2月11日—1984年4月30日），香港男演員，生於河北隆尧县，曾是话剧演员。

## 生平
最初是话剧演员，1941年开始转型成为影视演员。由于之前的话剧演员的经验，导致其饰演的角色非常灵活。1941年在上海艺华影业公司主演影片《黑衣盗》等。1942年后，在中联，华影等影片公司任演员，出演影片《秋海棠》。1947年后，先后入国泰、邵氏等影片公司，并出演过多部影片。1951年移居香港，加盟邵氏公司。并在邵氏公司工作了近30年。

## 外部連結
- IMDB链接
- 豆瓣链接 （页面存档备份，存于）

1. ↑  演出作品[]